# Galium judaicum
Galium judaicum är en måreväxtart som beskrevs av Pierre Edmond Boissier. Galium judaicum ingår i släktet måror, och familjen måreväxter. Inga underarter finns listade i Catalogue of Life.